# 為了N
《為了N》（日语：Nのために），日本小說家湊佳苗創作的推理小說，2010年1月29日由東京創元社出版單行本，2014年8月23日由雙葉社發行文庫本。
2014年10月，TBS電視台翻拍為金22時段的電視劇。

## 概要
某日，大學生杉下希美因颱風，和同棟公寓的安藤望、西崎真人熟識。杉下希美與性格認真的安藤，以及以小說家為志願的西崎，三人懷抱著夢想進行著某個計畫……

## 登場人物
杉下希美（Νozomi sugishita，22歳）
香川縣青景島出身。K大學4年級生。
成瀨慎司（shinji Νaruse，22歳）
T大學4年級生。在法國餐廳「Chartier・廣田」打工。
安藤望（Νozomi ando，23歳）
長崎縣千早島出身。M公司營業部員工。學生時代住在「野原莊」。
西崎真人（masato Νishizaki，24歳）
神奈川縣出身。M大學4年級生。夢想成為小說作家。
野口貴弘（takahiro Νoguchi，42歳）
M公司營業部課長。安藤的上司。
野口奈央子（Νaoko noguchi，29歳）
貴弘的妻子。全職家庭主婦。
野原兼文（kanefumi Νobara，>80歳）
野原莊的房東。

## 電視劇
《為了N》，是2014年10月17日至2014年12月19日於日本TBS電視台金22時段（22:00 - 22:54，JST）播出的電視連續劇，改編自湊佳苗的同名推理小說，由榮倉奈奈主演。本劇是繼2013年1月於同時段播出的《夜行觀覽車》以來，同班底再度改編的湊佳苗原作之電視劇。
此劇在第83回日劇學院賞獲得最佳作品獎、最佳男配角獎、最佳導演獎、最佳歌曲獎。

### 概要
2004年，某棟公寓的48樓房間內，野口貴弘（德井義實 飾）和妻子野口奈央子（小西真奈美 飾）雙雙遇害身亡。現場有四名目擊關係者，包括杉下希美（榮倉奈奈 飾）、成瀨慎司（窪田正孝 飾）、安藤望（賀來賢人 飾）和西崎真人（小出惠介 飾）。巧合的是，包括被害的野口夫婦在內，六位關係者的姓氏或名字的開頭皆為「N」。事件最後以西崎真人為兇手作結，西崎的證詞只表示「所有的行動，都是為了N」。西崎進監獄服十年有期徒刑。
10年後，西崎真人出獄，警察高野茂（三浦友和 飾）前去見西崎真人，懷疑西崎是替某人頂罪的高野，質問西崎當年事件的真相。為何15年前曾經出現在某一個意外事件現場的杉下希美與成瀨慎司，在2004年的事件又同時出現在案發現場？高野亦向西崎表示，其實自己是杉下與成瀨的舊識，15年前已認識兩人……

### 登場人物
- 杉下希美（Sugishita Nozomi）：榮倉奈奈[3]（粵語配音：何璐怡）
- 成瀨慎司（Naruse Shinji）：窪田正孝（粵語配音：李凱傑）
- 安藤望（Andou Nozomi）：賀來賢人（粵語配音：李致林）
- 西崎真人（Nishizaki Masato）：小出惠介（童年：若山耀人）（粵語配音：麥皓豐；童年：黃麗芳）
- 高野夏惠：原日出子（粵語配音：雷碧娜）
- 宮本由妃：柴本幸（粵語配音：鄭麗麗）
- 成瀨周平：茂呂師岡（日语：モロ師岡）（粵語配音：陳永信）
- 成瀨瑞穗：美保純（日语：美保純）（粵語配音：沈小蘭）
- 桐野繭子：伊藤裕子（日语：伊藤裕子）（粵語配音：黃淑芬）
- 池園和幸：山中崇（日语：山中崇）（粵語配音：李錦綸）
- 廣田公之：福田轉球（日语：福田転球）（粵語配音：劉昭文）
- 西崎寬：神崎孝一郎（日语：神崎孝一郎）（粵語配音：黃子敬）
- 磯野友子：梨木舞（粵語配音：陳皓宜）
- 杉下晉：光石研（粵語配音：盧國權）
- 杉下（池園）早苗：山本未來（粵語配音：陸惠玲）
- 杉下洋介：葉山獎之（粵語配音：陳灝瑋）
- 野原兼文：織本順吉（日语：織本順吉）（粵語配音：陳曙光）
- 野口貴弘（Noguchi Takahiro）：德井義實[4]（粵語配音：蘇強文）
- 野口奈央子（Noguchi Naoko）：小西真奈美（粵語配音：張頌欣）
- 西崎美雪：中越典子（粵語配音：曾秀清）
- 津嘉山律師：渡邊憲吉（日语：渡辺憲吉）（粵語配音：招世亮）
- 前田醫師：山田明鄉（日语：山田明郷）（粵語配音：盧國權）
- 溝口：山田裕貴（粵語配音：胡家豪）
- 高野茂：三浦友和（粵語配音：張炳強）

### 客串角色
- 多田醫師：財前直見（特別演出，第九話－最終回）（粵語配音：袁淑珍）

### 各話劇情
| 2004年，在高級公寓的48樓房間內，發生了野口夫婦的命案。現場四位目擊者，包括衣服沾染上血跡的杉下希美（榮倉奈奈 飾）、趕到現場的成瀨慎司（窪田正孝 飾）、一旁的安藤望（賀來賢人 飾）和西崎真人（小出惠介 飾），皆眼睜睜的看著野口夫婦倒在血泊中。最後西崎真人被逮捕，西崎表示作案動機是因為自己是介入野口夫婦婚姻的第三者，因野口貴弘（德井義實 飾）殺了野口奈央子（小西真奈美 飾），為了替奈央子報仇，才殺害野口貴弘，並表示「我們的行動，都是為了N」。2014年，西崎服完10年刑期，而15年前在青景島上擔任警察的高野茂（三浦友和 飾）得知西崎出獄後，前去見西崎，向西崎表示15年前在青景島上也發生過意外事件，當時杉下希美和成瀨慎司亦在案發現場。這之中是否非巧合？當年的證詞中，「我們」是指誰？「N」又是何人？ 1999年，居住在瀨戶內海青景島上的杉下希美，是個家庭幸福、家境富裕的高中二年級生。某日，希美父親（光石研 飾）將外遇的對象宮本（柴本幸 飾）帶回家中，並將希美和母親（山本未來 飾）、弟弟（葉山獎之 飾）全部趕出家門。三人被臨時安置在外祖父母早年的山上小屋裡，頓時從天堂墜入了不幸。習慣於富裕生活的母親因無法面對突如其來的打擊，精神瀕臨崩潰狀態，阻止姐弟倆外出打工，甚至將丈夫匯進帳戶的一個月生活費一舉揮霍殆盡。希美一肩挑起照顧精神不穩定的母親和就學中的弟弟之責任，無奈在三餐不繼又無法工作的困境下，無計可施的希美向父親的婚外情對象宮本開口借錢，但只答應施捨食物的宮本表示希美必須每次來下跪，才能答應希美的請求。為了母親和弟弟，希美拋棄自尊流著淚水向宮本下跪，並忍辱得到了食物。其後，即將考大學的希美，為了未來的學費支出而和弟弟前去找父親商量，但冷嘲熱諷的父親認為女孩子不需要唸大學。 希美的同班同學成瀨慎司，家中經營料理店，但因財務狀況不佳，不得不將店面賣出。慎司父親（茂呂師岡 飾）的警察好友高野茂，得知了希美和慎司的家庭狀況後，默默的關心兩人。而和希美同為將棋迷的慎司，則和希美結為好友。在現實生活中面對接連挫折的兩人，亦成為了彼此的心靈支柱和傾訴對象。慎司向希美表示想離開青景島、離開這一切。看著大海，希美亦對著大海許下願望，表示想要的一切會用自己的雙手得來，直到最後一刻都不會放棄。 2000年，瞞著母親打工的希美向學校申請獎學金，希望改變生活現狀，但學校表示希美父母仍未離婚，年收入高於最低門檻的規定。慎司的母親則因家中的問題離家出走，希美和慎司兩人各自懷抱著煩惱。某日，兩人離開小島至本土書店購書時，在路上偶然看見希美的母親。回到島上的家裡，希美發現母親又大肆購物，原來是母親偷偷辦了信用卡到都市揮霍了20萬元。為了阻止母親繼續舉債，希美燒了信用卡，但母親仍一心抱著可以回到別墅生活的念頭。為了償還母親欠下的卡債，希美去找當初拋棄自己的父親商量，但又換來父親的一番嘲諷。無計可施之下，希美只好用自己辛苦存下的學費幫母親還此筆欠賬。在提款机前的希美，無助的哭了。「誰來救救我」。這句話反覆的在希美內心深處響起。 被無力感包圍的希美，買了數罐汽油，前往父親和婚外情對象住的地方，想要縱火燒了別墅，認為此舉也可讓一直想回去別墅的母親打消念頭。但潑灑汽油時被慎司發現。原本阻止了希美的慎司，卻突然搶過汽油，表示想代替希美動手。不願無辜的慎司捲入此事的希美亦哭著阻止了慎司。被無力感交纏的兩人相約高中畢業後一定要離開小島。 另一方面，慎司的母親表示已無法和慎司的父親一起生活，希望慎司和自己一起離開小島，但慎司忍著淚表示無法拋下父親。某日，慎司家突然起火燃燒。警察高野的妻子夏惠（原日出子 飾）冒險進入火場救出了慎司的父親。同一時間，在山上另一隅的涼亭寫著獎學金申請書的希美，看見遠處的熊熊火光，立刻朝火場方向奔跑，結果發現慎司站在離家不遠處凝望著這一切，希美心疼的牽起慎司的手，和慎司一起望著火海。希美為了替慎司製造不在場證明，在警察高野前來詢問時，謊稱由於拿獎學金申請書給慎司而相約見面，兩人一直在一起，並且希美也順勢將唯一一份申請書交給了慎司。慎司震驚看著希美為自己做的一切。事後盤問了兩人的高野，隱隱起了疑心，認為身為廚師的好友怎會用火不慎，但仍讓無家可歸的慎司暫住自己家中。慎司家付之一炬後，希美為了不讓繼續調查的警方起疑，於是向慎司表示「我再也不會跟你說話了......。警察來問了很多關於我們的事，謝謝你一直陪在我身邊。......我，很開心。」慎司聞言，只有心痛。而因衝進火場救人，警察高野的妻子成了啞巴。 2014年，在國外工作的安藤望（賀來賢人 飾）歸國，高野前去見安藤。原來安藤是10年前為西崎真人（小出惠介 飾）找律師、籌措官司資金的人。安藤表示因死者野口貴弘（德井義實 飾）是自己的上司，野口身亡後自己進而升職並獲得許多資源，即因西崎殺害野口，自己間接成為受益者，所以才出手幫助西崎。高野表示西崎提過當年那句「一切都是為了N」是指野口的妻子奈央子，但安藤則表示對自己而言，「N」是指杉下希美。 在建築事務所工作的希美，接到了安藤的訊息，安藤表示「我已回國。一直在等著西崎出獄。我想見妳。有個叫『高野』的警察來問話，他在查當年那件案子。」看完訊息後的希美，向主管提出辭呈。主管想要挽留希美，詢問她突然離開的理由。「現在還不能說......」希美卻僅留下這句話便離開了。 2000年，慎司因希美轉讓獎學金申請書，而獲得了全縣唯一一個四年大學學雜費全額減免的名額，慎司頓時得知希美為了自己所做的付出。慎司因家中料理店燒毀，獲得火災保險金理賠，但只能付清原先家中負債，父親就職亦不穩定，慎司決定離開島上去唸大學。對於火災事故捲入警察高野的妻子夏惠，慎司父親對高野表示歉意。夏惠則因這起事故產生心理性失語症而無法言語，高野決定調查出真相。另一方面，希美母親終於考慮工作以減輕希美的負擔。希美雖失去獎學金名額，但仍一心想升學並離開島上。不願希美離開自己身邊的母親，將希美的其他大學申請書全部撕毀，甚至將女兒關在房間裡。希美和慎司曾相約離開島上並互贈船票，此時在房裡被無助感擊潰的希美，看見船票背面慎司寫的「加油」，想起了兩人的承諾，於是跳窗逃出家，前去見拋棄自己的父親，並將父親曾經數落自己、拋棄自己、嫌棄擁有大學學歷居民的話原封不動的在眾人面前說出。父親和婚外情的對象宮本感到難堪，希美順勢下跪，含淚要求父親資助自己學費，父親和宮本在眾人目光壓力下覺得丟臉，不得不答應她。 慎司拿著希美給的船票決定離開小島，並看著船票背後希美寫的「加油」。成瀨要離開島上的當天，已約定再也不和成瀨說話的希美終究忍不住奔向碼頭，和已登船離岸的成瀨遠遠的揮手互喊著「加油」，為對方打氣。此成了兩人在島上的最後一次對話。去碼頭邊送別慎司的警察高野將兩人道別吶喊的一幕全部看在眼裡。 2014年，高野前往野原莊調查命案幾位關係人，包括希美、西崎、安藤和成瀨的交友關係。在房東謊稱掩蓋之下，高野不知西崎和自己就在同一個屋簷下。高野離開後，西崎向房東表示都怪自己當年提議某個「N作戰」計畫，才發生了這些事。 2001年，希美到本島唸大學後，住在野原莊，和同大學法學部五年級的西崎、理工科三年級的安藤結識，三人個性十分合拍，因此逐漸熟稔。而因地鐵路線預計通過該地，地產商計畫收購三人所住宿的野原莊。因房東不願被收購，西崎想出了「N作戰」計畫想幫助房東，並希望希美和安藤兩人能加入此計畫。 2014年，西崎出獄後，曾傳訊息給希美表示想見面的安藤，在希美赴約時，主動擁抱了希美。而當年比希美早一步來到本島的成瀨慎司，則接到了西崎的電話......。 警察高野繼續追查野口夫婦的命案，並調出2004年希美和慎司的口供。希美表示當晚安藤未到現場前，自己和野口在書房下將棋，野口因故暫離座，希美趁空思考下一步棋。但突然聽到了客廳的聲響，於是衝到客廳，才發現西崎拿著凶器。不知為何西崎會出現在野口家。希美亦透露聽說西崎之前已和野口妻子奈央子認識；在餐廳打工的慎司則表示，當晚外送食物到野口家時，接電話的女子發出求救聲叫著自己的名字，才知對方是高中同學杉下希美。慎司表示之前並不認識野口夫婦。高野看完口供後，認定兩個熟識的人共同出現在命案現場，絕非巧合。 2014年，安藤和希美見面，談及當年事件，安藤提醒希美，來找過自己調查案情的高野應該也會找希美探聽細節。安藤亦表示，「要是我不在現場，就不會發生那種事了。野口夫婦也不會死」。 2002年，就讀大學的希美白天上課、在清潔公司打工，晚上在居酒屋兼職。在居酒屋聚餐的安藤看到了希美，詢問之下才知希美必須還大學學費給父親，因為不想依靠任何人。這是和「某人」曾經許下的承諾。安藤問道「和誰的承諾？」希美笑而不語。某日，同住在野原莊的西崎、安藤一起在希美房間吃東西，西崎看見希美料理食物時點著的瓦斯爐火，瞬間想起兒時和母親之間的回憶而感到不適痛苦，大聲要求希美關掉瓦斯爐。希美和安藤錯愕。 希美因同學會的邀請，回到青景島。到了島上，看見在魚市場認真工作的母親，心中百感交集。高中同學告知希美同學會取消，因慎司的父親突然過世。希美前往告別式現場弔唁，向家屬致意時，希美和慎司兩人默默的互相凝視卻不發一語。這是兩人睽違多年的相見。在慎司父親的遺體旁，高野亦發現因當年火災得了失語症的妻子夏惠有某些異樣的舉動。而因父親突然病故，慎司得到了保險金，但支付過往父親的借款後已所剩無幾。回到了東京，慎司一蹶不振，不僅不斷曠課，亦留連小鋼珠店。友人見到頹廢的慎司，主動介紹他某個「報酬高」的工作......。 某日，安藤和希美走在街上，希美意外的發現了天橋上慎司的身影，立刻拋下安藤追上慎司。希美呼叫慎司名字，無奈被車聲淹沒，希美失去了慎司的去向。看見這一幕的安藤，事後在意的詢問希美對方是何人？希美僅表示是從幼稚園就認識的高中同學。 而為了保住野原，原先已敲定要推行「N計畫」的西崎、安藤和希美，打算朝熱愛社交活動的野口貴弘下手。野口亦是反對都市計畫的有力人士，為了探知野口的想法，三人決定找機會接近野口。得知野口有潛水和下將棋的興趣後，希美和安藤特地去上了短暫潛水課程，並和野口夫婦搭上同一班飛機。而身上有許多燙傷疤痕的西崎，則向安藤婉拒了潛水這種活動，表示由兩人進行計畫即可。在飛機上的希美聽到安藤轉述西崎不喜曬太陽、從不穿泳褲之後，希美想起了第一次在野原莊和西崎相遇時，曾看見其手臂上的灼傷，默默的理解了西崎的難言之隱。 2003年，決定推行「N計畫」後，安藤和希美跟著野口夫婦搭上同艘船赴沖繩潛水。西崎已經注意到安藤對希美有好感，於是刻意安排讓兩人假扮情侶且住雙人房。潛入海水後，野口妻子奈央子（小西真奈美 飾）呼吸不順，同在水中的安藤見狀伸出援手幫助奈央子。野口貴弘（德井義實 飾）感謝兩人搭救妻子，並因將棋的共同興趣，而和安藤和希美逐漸熟識，安藤亦告知野口，自己剛應徵進入野口公司，四人愉快的同桌進餐。而兩人回到房間後，安藤因酒醉，主動親吻了希美。翌日，安藤對著在海邊看海的希美道歉。希美僅表示自己一直想看沒有阻隔的平直水平線......此時的她想起了不知在何方的成瀨。 回到東京後，希美向西崎表示計畫進行順利，接下來想直接寫封信探聽野口對其所居住的綠建築及都市計畫問題的看法。西崎代替希美執筆。野口收到信並閱讀完之後，約希美單獨見面，表示「新地鐵路線尚未確定，且父親不會出售綠建築，因此野原莊也不會受到影響。」希美聞言感到高興。希美亦向野口提出要求，希望能對安藤保密，不要向安藤透露兩人曾經商量此事。而野口，亦對希美提出了某個要求......。對話時，野口妻子奈央子在一旁偷偷聽著兩人對話。 希美母親從青景島來到了東京，並前往野原莊找希美。之前拒接母親電話的希美，恰好在隔壁西崎住處商談「N計畫」，聽到母親敲門感到害怕，認為母親要將自己帶回島上，過往的痛苦回憶再度湧現。西崎建議希美如果會感到痛苦，就不要理會母親。而希美則接到弟弟的電話，得知原來母親是來報告「再婚」之事，弟弟亦告知希美，島上的人都在說成瀨沒有繼續上大學，似乎過得並不好。 因「N計畫」進行順利，野原莊得以保住，西崎、安藤和希美一起慶祝。安藤向兩人表示野口曾主動詢問自己想進入的部門，希美聞言，雖恭賀安藤但臉上則顯露不自然神色。而希美亦向安藤提出不要再參與「N計畫」的要求，只需要將野口當作未來上司一般的來往即可，因為安藤性格太傻直。安藤聞言雖有點沮喪，但只好接受。安藤醉倒後，希美向西崎表示，其實潛水當天，關於奈央子呼吸困難，是因為「我偷偷的把奈央子背上的氧氣筒開關關小。等到回過神來，已經下手了。也許我像父母一樣，是個可以若無其事說謊的人。」 而同樣在東京的成瀨，因生活困窘加上友人的介紹，為專門誆騙老人的詐騙集團擔任和被害人見面並取錢的角色。得手幾次後，良心不安的成瀨仍被警察抓住。 2014年，安藤回到野原莊見西崎，表示有話想說。但西崎僅表示「感謝你讓我只服十年徒刑。但我再也不想見到跟這事件有關的任何人。包括你。」另一方面，警察高野帶妻子夏美看遍東京各醫生，希望能治好夏美的失語症，但皆得到失望的結果，並開始自責。安藤前往找高野談話，高野從安藤口中得知了「不可能是西崎殺人。因為他極為怕火，當時不可能拿起正在燃燒中的蠟燭燭臺砸向野口。」得知新訊息的高野，前往希美家按門鈴。看見找上門的高野，希美感到意外，並想著，「過往的一切又浮現眼前。海浪聲音、海水氣味、憎恨、輕視、冷漠、混亂......。一旦說了謊，就必須不斷的說謊下去。這是用謊言改變真實的......唯一方法。」 2014年，高野和希美見面，希美表示當年慎司出現在案發現場，只是巧合，畢業後才知道他在餐廳工作。但高野對此說法存疑。並表示會追查下去。 2003年，和野口夫婦因潛水相識的希美，逐漸和野口奈央子（小西真奈美 飾）熟識。奈央子前往野原莊找希美，但為了找工作四處面試的希美經常不在家，奈央子因而和住在希美隔壁的西崎相識。某日，西崎讓站在希美門外的奈央子進自己屋裡躲雨，奈央子因而看見西崎放在桌上的自創小說《灼熱鳥》，得知了西崎似乎被施暴的過去。另一方面，來到東京後加入電話詐騙集團的成瀨，被警察拘捕，幸而高野前往看守所保釋，成瀨才得以恢復自由身。高野因而得知成瀨過著窮困的生活而感到心疼。而希美和安藤，則因同在清潔公司打工，加上安藤主動要求希美教自己下將棋、一起前往神社進行新年參拜，兩人關係逐漸拉近，安藤考上吊車操作執照後，帶著希美乘上她夢寐以求的吊車，希美感受到了安藤給予的安心感，以往總是多做幾份食物的希美，終於克服了心理陰影，在房東爺爺的安慰下，忍不住感觸萬千的落淚。而決意振作的成瀨，前往餐廳工作。而安藤則因找到工作，搬出了野原莊。所有的人看似各自邁向新的人生方向。 野口奈央子則經常邀希美逛街和聊天，亦增加了和西崎接觸的機會。看見西崎手上疤痕的奈央子，想起曾看過的《灼熱鳥》內容，於是主動掀起自己的衣服，展示出傷口，向西崎暗示自己也是和對方有著同樣遭遇的人。西崎雖驚訝於奈央子的舉動，但對於奈央子的提問，只能不斷回想起兒時被母親虐待的畫面。兩人成為彼此互相取暖的對象，發生了婚外情關係。 和野口貴弘（德井義實 飾）同公司的安藤收到了不具名者寄出的野口妻子奈央子外遇的電子郵件，加上野口的海外油田計畫推行不順，希美亦發現奈央子的手機號碼已是空號，因此安藤和希美極為擔憂奈央子的處境。野口貴弘邀安藤和希美到家裡作客，但兩人未進門即發現野口家的門外裝著門鏈鎖。進門後，關於手機空號，奈央子僅表示因為使用次數不多，所以停掉了。奈央子邀希美下次一起外出時，突然出現呼吸不順的症狀，野口貴弘立即把奈央子送回房間，並從門外上鎖。看見野口貴弘此般舉動的安藤和希美，認為事有蹊蹺。 2014年，不知希美病情的安藤，向希美求婚。而安藤亦向高野表示，當年案發現場，大門外的門鏈鎖是野口貴弘裝上的。高野透露，依成瀨的證詞，當天成瀨要進門時，門鏈鎖是沒有上鎖的。安藤僅表示「應該是有上鎖的，所以沒有人能離開」。另一方面，希美主動希望和高野見面。高野到了希美住處，希美表示自己在三年前已檢查出胃癌並動過手術，如今又復發，被醫生宣告只剩一年的壽命。而辭職只是想趁自己還能活動時，把身邊的事都處理好，並非在逃避高野的追查。高野聞言，感到震驚。希美亦表示，會把當年命案現場所發生的事，全部道出。 2014年，安藤向希美遞出戒指求婚，沒有透露自己僅剩一年壽命的希美未接受安藤的求婚，安藤則希望希美暫先收下戒指。 2004年，希美從安藤口中得知野口奈央子似乎有婚外情，向西崎質問後，西崎坦承自己和奈央子有染，自小被第三者拆散家庭的希美無法認同西崎的作為，且認為就是因西崎靠近奈央子，才使奈央子被丈夫家暴並監禁，西崎聞言感到自責，開始設法想要幫助奈央子。其後，西崎亦緩緩道出當年母親葬身火窟的事件，自己當時可救出母親，卻選擇見死不救，因此再也不想對自己在乎的人袖手旁觀。希美了解西崎的痛苦。 擔心奈央子的安藤和希美前往奈央子家，奈央子的丈夫貴弘向兩人表示，奈央子因流產，導致精神不穩，還曾跑到大馬路上差點釀成意外，因此才會上鎖防止奈央子外出。安藤和希美對貴弘的說法感到存疑。某日，被軟禁的奈央子則趁丈夫貴弘不注意時，偷偷使用電腦向西崎發出想見面的訊息，訊息發出後，卻被貴弘發現……。 希美和慎司自高中離開島上到東京後即未見面，因高中同學婚禮的邀請，兩人再度回到島上，敘舊時，希美得知慎司在東京一家高級餐廳擔任外送服務的工作，而此家餐廳恰巧是奈央子最愛的餐廳。希美隨口將此一訊息告知西崎，一心想救出奈央子的西崎心生一計，要求希美居中牽線，將慎司介紹給自己認識，以方便讓自己假扮此餐廳的服務生，混入24小時安全措施森嚴的奈央子家。 慎司到希美家中作客，西崎和慎司相識，西崎並對慎司和希美提出「N計畫2」。即救出奈央子（Naoko）的計畫……。 2014年，警察高野在命案事件後見到了慎司，而希美亦前往野原莊，見出獄後的西崎……。 2004年，殺人事件發生後，西崎錄口供時，表示希美不知自己要動手殺人，與此事無關。2014年，希美前去西崎住處，兩人相隔多年再次重逢。關心希美的西崎向希美透露，會寄現金給希美，是因為自己雇用徵信社進行調查，得知了希美罹患癌症一事。希美聞言，道出當年自己和安藤、西崎度過了一段極為開心的日子，並對西崎表示感謝。希美亦告知西崎，安藤已向自己求婚卻被自己拒絕，且為此表示後悔。 2004年，已決定推行「N計畫2」的西崎，邀請成瀨慎司加入作戰計畫，但慎司因感到突兀而婉拒。西崎亦對自己的計畫感到信心不足，認為對方也有可能根本不希望獲得幫助，西崎陷入苦惱。而安藤得知希美和慎司是老同學後，加上「N計畫2」，希美和慎司貌似關係拉近，安藤對此感到吃醋，主動詢問希美是否和慎司正在交往，但希美笑著否認。安藤聞言放心。而安藤在公司的表現日漸突出，感到威脅的主管野口弘貴有意將安藤調往國外工作，安藤將可能調職一事告知了希美。 另一方面，在高級餐廳「Chartier・廣田」工作的慎司，從同事口中得知預約的客人名單中，包括安藤，安藤計畫要在餐廳向希美進行求婚驚喜。慎司聞言內心動搖。而關於「N計畫2」，慎思經過一番思考後，答應西崎參加此救人計畫。 某日，野口奈央子主動要求丈夫野口貴弘帶自己一同出門吃飯。在野口貴弘的嚴密監視下，奈央子逃到馬路上，用公共電話向西崎發出求救，並對西崎表示聖誕夜當天，自己會到某花店買花，請西崎趁機帶走自己。在千鈞一髮之際，野口貴弘發現了電話亭的奈央子，憤怒的欲搶過電話號碼，但奈央子急中生智的將電話號碼丟進下水道，野口貴弘並無法得知奈央子的求救對象是何人。西崎趕到野口夫婦住處，只能眼睜睜的看著怒不可遏的野口貴弘將奈央子抓進家中。此插曲堅定了西崎進行「N計畫2」的決心。 2014年，警察高野和慎司相隔多年後再次見面，高野向慎司表示自己會持續追查當年縱火案和2004年的殺人事件真相。慎司表示當年島上縱火案的凶手不是自己。高野回家後，發現妻子夏惠不見蹤影，只留下一封信。夏惠在信中，寫出了當年火災現場的縱火真凶……。 2014年，餘命不到一年的希美仍堅持不依靠任何人，並填寫了醫院安寧病房的住院申請書，想獨自一人度過餘生。另一方面，離家出走並留下一封信給丈夫高野的夏惠，在信中闡述了當年島上縱火事件的來龍去脈。原來縱火者是成瀨慎司的父親周平。夏惠衝進火場欲將周平救出時，周平堅拒，並表示放火燒了自家，才能得到保險金讓兒子慎司唸大學。夏惠無法說服周平，於是在千鈞一髮之際幫忙將現場汽油罐的指紋抹除並處理掉。深知自己觸犯了包庇犯人和湮滅證據兩種罪行的夏惠，因而將此事件深埋在心中長達14年之久。而因夏惠的此封信，高野才得知當年火災事件與慎司無關。 得知希美即將不久於人世的西崎，將希美得病一事告知慎司。慎司前去見希美一面。慎司向希美表示，自己計畫辭掉神樂坂高級餐廳的工作，回到島上生活。慎司開口邀請希美和自己一起回島上，一起生活。 2004年，工作不順的野口貴弘，持續暴打妻子奈央子。而原本計畫和慎司假扮成餐廳外送人員的西崎，因接到奈央子的求救電話，得知了奈央子當天會訂花，於是更動計畫，決定自己假扮成花店人員。「N計畫2」內容為平安夜當日，由最先到達的希美先以將棋將野口貴弘牽制在書房，接著，西崎假扮花店人員到達現場並帶走奈央子，最後，由負責外送到府的慎司分散野口貴弘的注意力。 平安夜當天，計畫執行。先到達野口住處的希美，和野口貴弘下將棋。但原定應該到達的西崎，卻因買花人潮太多，遲遲未來，希美已無法再拖延。此時，屬於計畫外的安藤卻提早到了野口家，野口貴弘接到了安藤的電話，請安藤先到交誼聽等候。野口貴弘欲走出書房和安藤見面時，希美害怕此時野口貴弘會碰上西崎，已拖延不下去的希美，逼不得已下了一步慎司曾經教過自己的棋步，但野口貴弘因而順勢想出贏棋的下法。贏棋的野口貴弘得意向希美表示，自己和安藤打了賭，若是他贏了這盤棋，安藤就會被調任到偏遠的未開發國家就任。希美聽到野口貴弘的話震驚不已，央求野口貴弘打消此念頭，甚至向野口貴弘下跪。此時，假扮成花店人員的西崎終於上門，並要帶走奈央子。希美聽到西崎按下的門鈴聲後，告知野口貴弘有關奈央子有情夫一事，欲使野口貴弘毆打西崎並犯下傷害罪......。 趕到現場的西崎，意外在野口公寓遇見安藤。不屬於「N計畫」一員的安藤，對於西崎來到野口家感到驚訝。西崎辯稱自己在打工，是替花店送花到野口府上。安藤反問成瀨慎司是否也跟此事有關，西崎僅表示是「巧合」。出電梯後的西崎進野口家欲帶走野口奈央子，但奈央子拒絕。原來奈央子一直誤會希美才是和丈夫有染之人，「趕快將希美帶走！」，西崎感到錯愕。與此同時，原本應在頂樓交誼聽等候野口貴弘的安藤，因回想起過往希美表現出對慎司的種種好意，欲測試希美若發現門被鎖上會先向誰求助，於是折返前往野口府上，從門外將野口家的門鏈鎖掛上。此時，野口夫婦、希美、西崎四人所在的野口家變成了密室。但不知屋內正在進行何種計畫的安藤，單純只是想測試希美。 在此時，希美因向野口貴弘坦承了「N計畫」的內容，故意激怒野口，欲使野口犯下傷害罪。但此舉亦使野口貴弘怒火攻心立即衝出書房，發現了正在和奈央子拉扯的西崎。野口貴弘見狀怒不可遏，暴打西崎。其後，亦欲掐死背叛自己的妻子奈央子。西崎發現大門被反鎖，無計可施之下拿來廚房菜刀，西崎和野口貴弘發生扭打。奈央子趁亂拿起金屬燭臺，往丈夫貴弘後腦猛力一揮，貴弘倒地。奈央子護著貴弘，向希美大喊「我的丈夫只屬於我一個人，快點滾出去！」西崎才明白此計畫欲救對方，對方卻不領情。希美見已釀大禍，打電話叫救護車並欲衝出野口家時，亦驚訝的發現大門被反鎖，立刻打電話向慎司求助。此時，見到躺臥在血泊中已氣絕身亡的丈夫，奈央子自盡。西崎看著死在自己懷裡的奈央子，不禁回想起當年死在自己面前的母親，同樣都是自己心愛的人。於是，西崎向希美表示所有的罪由自己來承擔。因當年自己見死不救，多年來深深自責，藉由這次的事件，在承擔罪過的同時也能讓自己贖罪。 此時，依約前來的成瀨慎司奔向野口家，亦錯愕的發現門鏈鎖竟然是掛上的。進入屋裡的慎司，驚訝的發現倒臥在血泊中的野口夫婦。西崎見到慎司，表示計畫失敗，希望慎司報警，只要將所有的罪推到自己身上即可。身為共犯的希美淚流不止。此時慎司回想起當年青景島上的火災事件，希美保護了自己。於是慎司也決定保護希美。其後，安藤趕到野口家，發現了這一切。西崎向安藤表示「逃不出去」，安藤向大家表示「都是我的錯」。 2014年，隱瞞當年青景島上縱火事件真相而患上失語症的夏惠，用盡全力想發出聲音向丈夫高野親口道歉，但仍發不出聲音，只能眼淚直流。高野表示能體會妻子為了保密而獨自承受如此多年的委屈和痛苦。 自從離開青景島到東京後，希美和母親即未再見過面。已知希美病情的高野，表示自己已放下這一切，不再追查當年真相。並將希美母親的聯絡方式給了希美，勸希美在僅剩的人生裡去和母親見面。希美前去母親工作的地方，卻沒有勇氣見母親而轉身離開。搭上公車準備逃走的希美被母親發現，母親一路追著希美。希美終於向母親坦承自己的病情，母親心疼的將希美擁入懷中。 最後，希美放下安藤，回到故鄉青景島。慎司亦到青景島的餐廳工作，兩人決定彼此扶持度過餘生。 |

### 評價
電視劇播出後，包括橫山克的配樂、劇本題材、小島的風光等，在秋季各檔電視劇中獲得極佳評價。日本各報娛樂線記者投票多數在前三位。

### 獎項
- 2014年銀河賞電視劇部門月間賞最佳作品（與《對不起青春！》一同獲得）
- 2015年第83回日劇學院賞

最佳作品
最佳男配角：窪田正孝
最佳導演：塚原亞由子、山本剛義、阿南昭宏
最佳主題曲：〈Silly〉（家入里歐）
註：此劇亦是日劇學院賞史上第三部平均收視率低於10％的連續劇獲得最佳作品獎（前兩次為《曼哈頓愛情故事》的7.2%和《儘管如此也要活下去》的9.3%）。

### 幕後花絮
主演此劇的榮倉奈奈因此部劇與飾演安藤望的賀來賢人相識，2015年夏天開始交往。2016年8月8日，雙方透過經紀公司發出聲明宣布已於8月7日結婚。

### 電視劇原聲帶
| 《》（發行日期：2014年12月10日） | 《》（發行日期：2014年12月10日） | 《》（發行日期：2014年12月10日） |
| 曲序                             | 曲目                             | 时长                             |
| -------------------------------- | -------------------------------- | -------------------------------- |
| 1.                               | for.N                            | 7:11                             |
| 2.                               | start liNe                       | 3:12                             |
| 3.                               | caNNed coffee                    | 3:26                             |
| 4.                               | close relatioNships              | 2:41                             |
| 5.                               | dowN a street                    | 3:11                             |
| 6.                               | lay dowN                         | 2:18                             |
| 7.                               | ruN after                        | 3:37                             |
| 8.                               | back iN the day                  | 2:49                             |
| 9.                               | for.N -aNother versioN- chorus   | 4:20                             |
| 10.                              | agaiN some day                   | 4:47                             |
| 11.                              | do somethiNg                     | 2:08                             |
| 12.                              | sNitch                           | 3:32                             |
| 13.                              | searchiNg for truth              | 2:28                             |
| 14.                              | aNythiNg wroNg                   | 3:35                             |
| 15.                              | for.N -piaNo versioN-            | 2:19                             |
| 16.                              | oN/off                           | 4:25                             |
| 17.                              | for.N -aNother versioN- vocal    | 4:20                             |
| 18.                              | paNdora                          | 3:04                             |
| 19.                              | hit N up                         | 2:40                             |
| 20.                              | coNspiracy                       | 3:02                             |
| 21.                              | for.N -vocal versioN-            | 4:38                             |
| 总时长：                         | 总时长：                         | 1:13:43                          |

### 製作團隊
- 原作：湊佳苗《為了N》
- 劇本：奥寺佐渡子
- 配樂：橫山克
- 主題曲：〈Silly〉家入里歐（JVCKENWOOD Victor Entertainment）
- 挿曲：五阿彌瑠奈（Ajysytz）[7]
- 製作人：新井順子
- 導演：塚原亞由子、山本剛義
- 製作：DREAMAX TELEVISION、TBS電視台戲劇製作部

### 播出日程與收視率
| 1                                                       | 2014年10月17日 | 名流夫婦殺人事件……15年前被掩蓋的祕密     | 塚原亞由子 | 11.8% |
| 2                                                       | 2014年10月24日 | 縱火事件之謎……共同承擔不可原諒的罪       | 塚原亞由子 | 9.3%  |
| 3                                                       | 2014年10月31日 | 前往開始反擊的舞臺東京！命運的相遇       | 塚原亞由子 | 9.9%  |
| 4                                                       | 2014年11月07日 | 與被害者N的相遇之日 錯過的2人            | 山本剛義   | 8.4%  |
| 5                                                       | 2014年11月14日 | 沖繩之夜 新戀情讓齒輪瘋狂轉動            | 山本剛義   | 10.0% |
| 6                                                       | 2014年11月21日 | 無法被容許的愛……罪人們的悲傷告白         | 塚原亞由子 | 5.8%  |
| 7                                                       | 2014年11月28日 | 被告知的悲劇事件……扭曲之愛的代價         | 山本剛義   | 8.3%  |
| 8                                                       | 2014年12月05日 | 精英丈夫的謊言與陷阱……消失在火燄中的真相 | 阿南昭宏   | 9.0%  |
| 9                                                       | 2014年12月12日 | 最終章 前篇 揭開今晚事件的序幕           | 山本剛義   | 8.2%  |
| 10                                                      | 2014年12月19日 | 最終章 後篇 水落石出的真相……所有N的未來  | 塚原亞由子 | 8.7%  |
| 平均收視率8.94%（收視率由Video Research於關東地區統計） |                |                                          |            |       |

- 註：第一話為加長版，播出時間22：00－23：09。

## 外部連結
- 東京創元社官方網站（原著） （页面存档备份，存于）（日語）
- 皇冠出版社官方網站（原著） （页面存档备份，存于）（繁體中文）
- TBS電視台官方網站（電視劇） （页面存档备份，存于） （日語）
- 緯來日本台官方網站（電視劇）（繁體中文）
- 互联网电影数据库（IMDb）上《為了N》的资料（英文）

## 節目的變遷
| 日本TBS電視台 TBS週五連續劇      | 日本TBS電視台 TBS週五連續劇        | 日本TBS電視台 TBS週五連續劇 |
| -------------------------------- | ---------------------------------- | --------------------------- |
|                                  | 為了N （2014.10.17 - 2014.12.19）  |                             |
| 家族狩獵 （2014.7.4 - 2014.9.5） | 無間雙龍 （2015.1.16 - 2015.3.20） |                             |

| 緯來日本台 星期一至五 23:00 - 00:00 | 緯來日本台 星期一至五 23:00 - 00:00 | 緯來日本台 星期一至五 23:00 - 00:00 |
| ----------------------------------- | ----------------------------------- | ----------------------------------- |
|                                     | （2015.3.18 - 2015.3.31）           |                                     |
| （2015.3.03 - 2015.3.17）           | （2015.4.01 - 2015.4.16）           |                                     |

| 香港 TVB日劇台 星期五 14:30 - 16:30、17:30 - 19:30、20:30 - 22:25及23:30 - 01:30 | 香港 TVB日劇台 星期五 14:30 - 16:30、17:30 - 19:30、20:30 - 22:25及23:30 - 01:30 | 香港 TVB日劇台 星期五 14:30 - 16:30、17:30 - 19:30、20:30 - 22:25及23:30 - 01:30 |
| -------------------------------------------------------------------------------- | -------------------------------------------------------------------------------- | -------------------------------------------------------------------------------- |
|                                                                                  | （2015.6.26 - 2015.7.24）                                                        |                                                                                  |
| （2015.5.22 - 2015.6.19）                                                        | 女權大狀 （2015.7.31 - 2015.8.28）                                               |                                                                                  |